# Roccadaspide
Roccadaspide község (comune) Olaszország Campania régiójában, Salerno megyében.

## Fekvése
A megye központi részén fekszik. Határai: Albanella, Aquara, Capaccio, Castel San Lorenzo, Castelcivita, Felitto, Monteforte Cilento és Trentinara.

## Története
Első említése 10. századból származik. A következő századokban nemesi birtok volt. A 19. században nyerte el önállóságát, amikor a Nápolyi Királyságban felszámolták a feudalizmust.

## Népessége
A népesség számának alakulása:

## Főbb látnivalói
- Castello Filomarino
- Santa Sinforosa-templom
- Santa Maria delle Grazie-templom
- Madonna del Carmine-templom
- Natività della Beata Maria Vergine-templom